# مغارة الحليب (بيت لحم)
مغارة الحليب (باللاتينية: Crypta lactea)‏ هي كنيسة كاثوليكية في بيت لحم، في الضفة الغربية، شيدت في عام 1872. منذ العصر البيزنطي، كان المكان مركزًا للحج المسيحي، وتم الحفاظ عليه منذ تشييده الأخير مع ضريح مريم العذراء وديرها من قبل حراسة الأراضي المقدسة التابعة لرهبنة الإخوة الصغار التابعة للكنيسة الكاثوليكية في فلسطين. ينطبق على الموقع الوضع الراهن، وهو تفاهم عمره 250 عامًا بين المجتمعات الدينية. يعد موقع من المواقع المقدسة المسيحية في مدينة بيت لحم، فلسطين. يقع هذا المزار في آخر الطريق المسماة باسمه (طريق مغارة الحليب). نالت هذه المغارة المحفورة في الجير الأبيض اسمها من تقاليد قديمة. حيث يقال إن مريم العذراء لجأت إليها خلال هربها مع يوسف النجار إلى مصر لترضع ابنها.

## التاريخ
بنيت الكنيسة الكاثوليكية الحالية في عام 1872 على موقع كنيسة بيزنطية سابقة من حوالي القرن الخامس، والتي لم يتبق منها سوى جزء من أرضية الفسيفساء.

## دلالة
تقول التقاليد المسيحية أن هذا هو المكان الذي لجأت إليه العائلة المقدسة أثناء مذبحة الأبرياء، قبل أن يتمكنوا من الفرار إلى مصر. يشتق الاسم من القصة التي تقول أن "قطرة حليب" من العذراء مريم سقطت على أرض الكهف وتغير لونها إلى الأبيض.

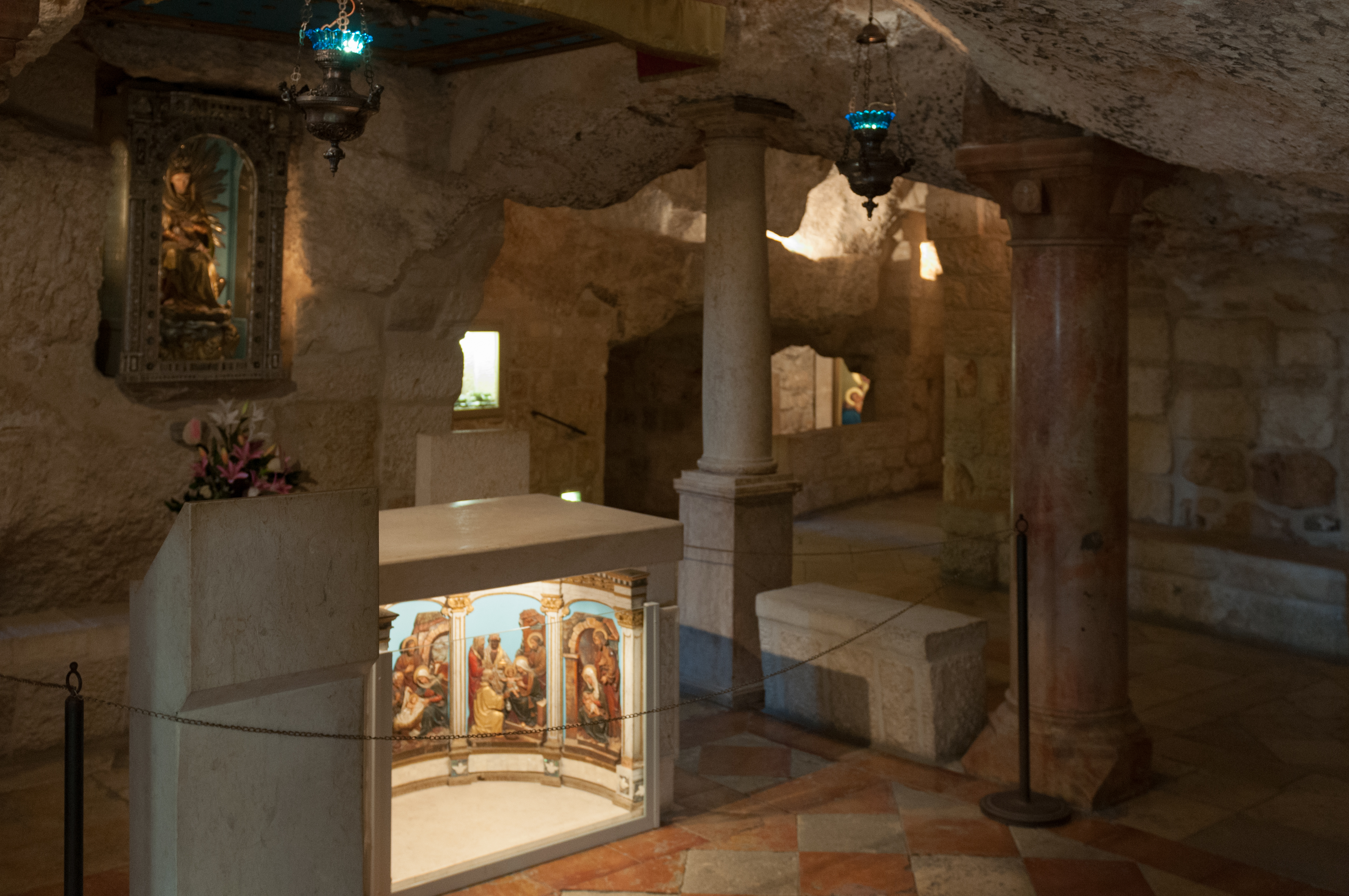
منظر داخلي

يزور البعض هذا المكان الذي يحتوي على ثلاثة كهوف مختلفة على أمل شفاء الأزواج غير القادرين على الإنجاب، ويُزعم أن الضريح هو المكان الذي يتم فيه الإجابة على الصلوات من أجل الأطفال بأعجوبة.

## دير العبادة الدائمة للقربان الأقدس
ويوجد بجوار الكنيسة دير لراهبات العبادة الدائمة للقربان المقدس. تمارس الراهبات اللاتي يرتدين الملابس الحمراء والبيضاء عبادة القربان المقدس الدائمة، كما يصلين بلا انقطاع من أجل السلام منذ عام 2016، عندما ركبت خيمة "ملكة السلام" في كنيسة عبادة القربان المقدس الخاصة بهن.
تم التبرع بالمذبح من قبل المجتمع البولندي "ملكة السلام" إلى حراسة الأراضي المقدسة الفرنسيسكانية. صمم في الأصل للمحطة الرابعة من طريق الآلام في القدس، ولكن نقل في النهاية إلى راهبات العبادة الدائمة في مغارة الحليب في عام 2016، لأنهن كن مستعدات بشكل أفضل لضمان الصلاة المستمرة من أجل السلام.
يشرح الفنان البولندي الذي صمم المسكن، ماريوس درابيكوفسكي، عمله بأنه مستوحى من سفر الرؤيا للقديس يوحنا: يصور المسكن المغلق بالقدس الأرضية، مع الرسل الاثني عشر والقبائل الاثني عشر لإسرائيل المحيطة بصورة يسوع على الصليب، بينما يمثل الضريح المفتوح بالقدس السماوية، المتألقة بشكل ساطع ويحيط بها زوج من أشجار الزيتون التي ترمز إلى شاهدي سفر الرؤيا. تمتلئ فروعها بمجموعة متنوعة من الصلبان المختلفة، والتي ترمز إلى المهن المسيحية المختلفة الناشئة عن الجذع المشترك للمسيحية. في وسط الضريح المفتوح يقف صندوق القربان المقدس الذي يظهر السيدة العذراء وهي تحمل بين يديها المسيح القرباني، والذي صور على شكل قربان كبير.